# Sarfaq Ittuk
Die Sarfaq Ittuk ist ein 1992 in Dienst gestelltes Fährschiff der Arctic Umiaq Line, das im Linienverkehr an der Westküste von Grönland eingesetzt wird. Der Stapellauf fand am 5. April 1991 statt. Die Sarfaq Ittuk hat zwei Schwesterschiffe, die Saqqit Ittuk (heute Sea Endurance) und die Sarpik Ittuk (heute Ocean Nova).

## Geschichte
Das Fährschiff Sarfaq Ittuk wurde 1992 an der dänischen Ørskov Christensen Stålskibsværft in Frederikshavn mit der Baunummer 156 gebaut. Die ursprüngliche Schiffslänge betrug 49,65 Meter, die Schiffsbreite 11,10 Meter und der mittlere Tiefgang 3,40 Meter. Anfangs wurde das Schiff von Den Kongelige Grønlandske Handel betrieben. Das Unternehmen wurde kurz darauf aufgelöst und in KNI umgewandelt. Dessen Tochterunternehmen Pilersuisoq betrieb fortan das Schiff gemeinsam mit den beiden Schwesterschiffen. 1997 übernahm das neugegründete Unternehmen KNI Rederi das Schiff, das im Folgejahr in Arctic Umiaq Line umbenannt wurde. Seit 2006 ist die Sarfaq Ittuk das einzige Schiff der Reederei.
Im Jahr 2000 wurde das Schiff in der polnischen Schiffswerft Stocznia Gdańska umfassend modernisiert und auf 73 Meter verlängert. Der neue mittlere Tiefgang beträgt nach dem Umbau 3,70 Meter. Im September 2014 wurde das Schiff vom Motorenhersteller MAN ausgezeichnet, weil es 100.000 Stunden im Dienst war.

## Zwischenfälle
- Am 2. Oktober 2007 wurden zwei Fenster durch starken Wind zerstört. Nach einem Werftaufenthalt war das Schiff am 11. Oktober wieder einsatzbereit.[4]
- Am 22. November 2010 lief das Schiff bei Maniitsoq auf Grund. Am 26. November war das Schiff nach Reparaturen wieder in Betrieb.[5]
- Am 10. Oktober 2012 lief das Schiff durch starken Wind beim Einlaufen in Qaqortoq auf Grund. Das Schiff wurde nicht ernsthaft beschädigt und konnte bei der nächsten Flut seine Fahrt fortsetzen. Am 15. Oktober befand sich das Schiff dennoch zur genaueren Inspektion in Nuuk, wo es von der Bootsrampe rutschte und auf eine Schäre auflief. Daraufhin bekam es Schlagseite bei Ebbe, wurde aber erneut nicht stark beschädigt. Nach Reparaturen wurde das Schiff Mitte November wieder im Liniendienst eingesetzt.[6][7][8]
- Vom 21. bis zum 27. März 2018 war das Schiff bei Arsuk im Eis eingeschlossen und konnte nicht weiterfahren.[9]